# Меморіал Майкла Фарадея
Меморіал Майкла Фарадея (англ. Michael Faraday Memorial) — пам'ятник на честь англійського вченого Майкла Фарадея, споруджений в 1961 році. Він розташований в південному Лондоні, район Саутерк, неподалік від місця народження Фарадея. Автором проекту був архітектор Родні Гордон.

## Опис
Пам'ятник має форму поламаного прямокутного стрижня з неіржавної сталі. Він огинає будівлю електропідстанції лондонського метрополітену (Північна лінія й лінія Бейкерлоо); це нагадує про заслуги Фарадея як піонера дослідження електрики. За первинним проектом Гордона, бічні стінки пам'ятника мали бути зі скла, однак небезпека вандалізму змусила відмовитися від цієї ідеї. На бетонній поверхні біля пам'ятника є пам'ятна табличка із пояснювальним написом.